# Buggerru
Buggerru település Olaszországban, Szardínia régióban, Carbonia-Iglesias megyében. Lakosainak száma 1045 fő (2023. január 1.). Buggerru Fluminimaggiore és Iglesias községekkel határos.

## Népesség
A település népességének változása:
| Lakosok száma | 1070 | 1057 | 1045 |
|               | 2017 | 2018 | 2023 |